# Ней Саранн
Ней Саранн (кхмер. ណៃ សារ៉ាន់), основной псевдоним Я (кхмер. យ៉ា) — камбоджийский революционер, деятель режима Красных Кхмеров, секретарь Северо-Восточной зоны Камбоджи (Демократической Кампучии). Член Коммунистической партии Кампучии.

## Начало карьеры
Ней Саранн имел смешанные кхмерско-китайские корни и происходил из провинции Свайриенг, где в конце 1940-х годов вступил в ряды Коммунистической партии Индокитая (КПИ). Вместе с ним в ряды КПИ вступили Кео Меас и Со Пхим (будущий секретарь Восточной зоны Демократической Кампучии). В годы Первой индокитайской войны походил подготовку на Центральном нагорье во Вьетнаме, участвовал в вооруженной борьбе против французской колониальной администрации. Служил связистом в отрядах небольшой ячейке Кхмерской народно-революционной партии, действовавшей в северо-восточных районах страны. Ячейкой руководил Седа и его заместитель Я Кон (этнический лао), дислоцировавшиеся в Вын Сай, провинция Ратанакири.
Седа стал первым региональным секретарем КНРП на северо-востоке Камбоджи. Долгое время считалось, что камбоджийские коммунисты не имели выхода в эти районы до прихода Иенг Сари и Сон Сена в начале 1960-х годов, однако Седа и его команда активно действовали в этой области еще с конца 1940-х годов. Примечательно, что в этом отделении КНРП преобладали этнические лао. Другим лао, который работал с Седой, был Чан Даенг.
После подписания в 1954 году Женевских соглашений Саранн начал пробовать себя на политической арене, став членом левой партии «Кром Прачеачон» (легального крыла КНРП), баллотировался депутатом на национальных выборах от своей родной провинции. В это же время Ней Саранн работал преподавателям и завучем в частных школах Пномпеня (точных данных об этом периоде нет). Большинство источников указывает, что Ней Саранн как и Салот Сар был весьма харизматичных преподавателем, сыгравшим важную роль в вербовке молодых монахов и студентов в коммунистическое движение. Однако неясно, как долго он находился за пределами столицы в период с 1955 пор 1963 годы. В начале 1960-х годов после бегства Салот Сара и других функционеров КНРП из Пномпеня Саранн был направлен в провинцию Мондолькири, где занимался партийной работой. Там Ней Саранн женился местной женщине по имени Вёун (этнической лао), установил тесные связи с местным населениям. Это стало важным шагом в налаживании сотрудничества между камбоджийскими и лаосскими коммунистами.

## После путча
За несколько месяцев до падения Пномпеня Ней Саранн был переведен с северо-востока в штаб-квартиру Компартии в центральной части страны, где предположительно, что он взял на себя разработку военного плана по окончательному захвату столицы. После победы Красных Кхмеров в апреле 1975 года Ней Саранн находился в Пномпене, был членом делегации, искавшей материальной помощи со стороны КНР. Отъезд Саранна из северо-восточных районов в 1973—1974 годах привел к лишению коммунистов поддержки со стороны местного населения этих областей. Пришедшие ему на смену новые партийные кады, такие как брат Сон Сена — Никан, — лишь усугубили обстановку, так как придерживалась более жесткой линии партии в отношении этнических меньшинств, объявив всех местных вьетнамцев «вредителями».

## Демократическая Кампучия
Для наведения порядка Ангка Лоэу вновь направила на северо-восток Саранна как опытного революционера, знакомого со спецификой региона. Помимо этого Саранн руководил обширной зоной, включавшей в себя территории бывших провинций Стынгтраенг, Ратанакири, Мондолькири и Кратьэх. Нарастала напряженность на границе Камбоджи и Вьетнамом из-за того, что в начале 1975 года обе стороны отбирали друг у друга отельные территории, а также спорили о принадлежности морских ресурсов. Будучи фигурой режима, а также ввиду свободного владению вьетнамским языком, Саранн был назначен переговорщиком для решения пограничного спора между Демократической Кампучией и Социалистической Республикой Вьетнам, который касался принадлежности округа Оу Я Дао в провинции Ратанакири.
Примерно в это же время Ней Саранн, известный тогда под псевдонимом Та Я, попал под подозрение партийного центра. Руководство Красных Кхмеров видело угрозу, исходившую по их мнению со стороны «скрытых соперников», со временем эти страхи усилились и постепенно превратились в паранойю.